# Lajos Portisch
Lajos Portisch (Zalaegerszeg, 4 april 1937) is een Hongaarse schaker.
Portisch leerde al vroeg schaken, maar ontwikkelde zich langzaam. Hij is een voorzichtige speler en neemt weinig risico's. 
- In 1958 werd hij kampioen van Hongarije en in 1961 werd hij grootmeester.
- Portisch won het Hoogovenstoernooi in 1965 samen met Jefim Geller en later nog drie maal: in 1972, 1975 en 1978.
- Portisch won drie keer het IBM-schaaktoernooi in Amsterdam: in 1963, 1967 en 1969.
- Portisch had in de jaren zeventig zijn top en hoorde toen bij de besten van de schaakwereld.
- Van 10 t/m 18 mei 2005 speelde hij mee in het toernooi om het kampioenschap van Hongarije en eindigde hij met 4 punten op de achtste plaats.